# Tuiuti
Tuiuti là một đô thị ở bang São Paulo của Brasil. Đô thị này nằm ở vĩ độ 22º48'59" độ vĩ nam và kinh độ 46º41'37" độ vĩ tây, trên khu vực có độ cao 790 m. Dân số năm 2004 ước tính là 5.398 người. Sông Jaguari chảy qua Tuiuti. Về mặt giao thông, tuyến xa lộ SP-95 chạy qua đây.